# Demos, rarezas y otras yerbas
Demos, rarezas y otras yerbas es el primer álbum (no oficial) de la banda de rock argentina Viejas Locas, el cual contiene 11 canciones y fue grabado en vivo en el año 1993

## Listado de canciones
1. Tirado en la estación
2. Viejo y Duro Club a Go-Go
3. Perro guardián
4. Ruta 66
5. Ey nena
6. Volver a casa
7. Tan lejos
8. Carola
9. Vuela la avispa
10. Me vuelvo al sudeste
11. Piedrabuena Blues
12. Rock del vuelo
13. Honky Tonk Woman
14. Una fan
15. Un trago para ver mejor

- Datos: Q8354669